# 공도초등학교
공도초등학교는 대한민국 경기도 안성시 공도읍 용두리에 있는 공립 초등학교이다.

## 학교 연혁
- 1921년 9월 27일 설립인가
- 1922년 4월 15일 공도공립보통학교(4년제) 개교
- 1936년 5월 20일 6년제로 개편
- 1938년 4월 1일 공도공립심상소학교 개칭
- 1941년 4월 1일 공도공립국민학교 개칭
- 1981년 3월 9일 병설유치원 개원
- 1996년 3월 1일 공도초등학교로 개칭
- 1996년 3월 1일 공제국민학교 통폐합
- 2011년 3월 1일 만정초등학교 분리
- 2017년 3월 1일 제21대 이은숙 교장 부임
- 2020년 1월 10일 제96회 졸업식(누계 10,622명)
- 2020년 3월 1일 54학급 편성(특수 2학급 포함)
- 2022년 4월 15일 공도초등학교 100주년